# Alexander Hagen

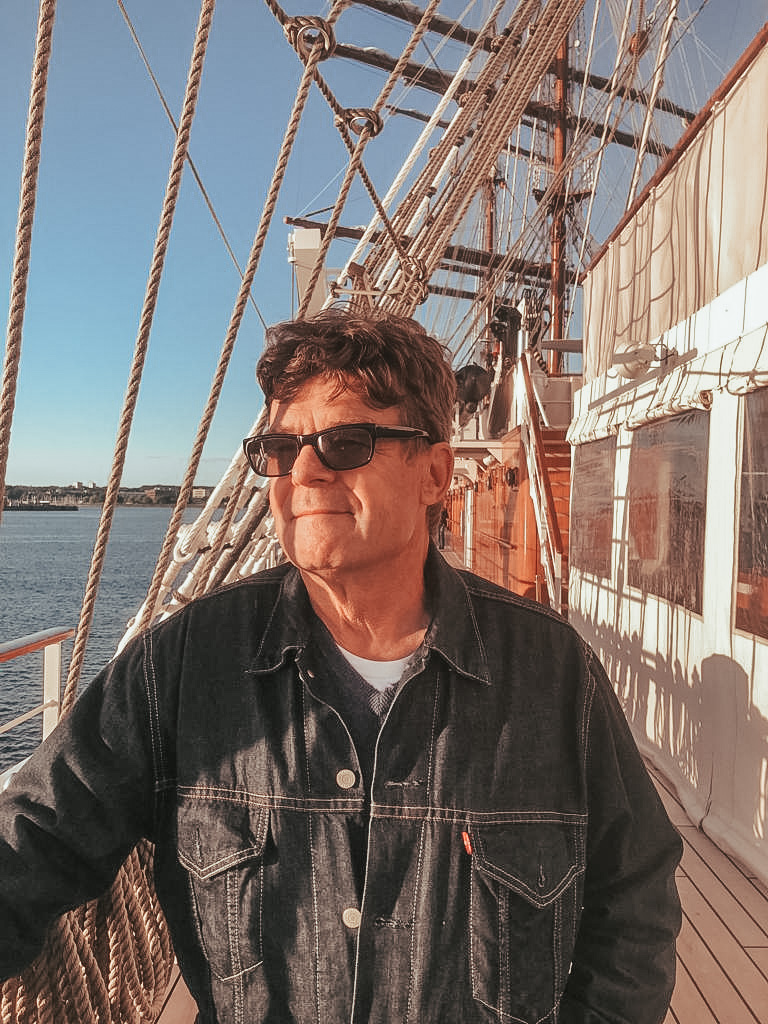
Alexander Hagen (2022)

Alexander Hagen (* 1. Januar 1955 in Lübeck) ist ein deutscher Segelsportler. Er segelte in der bis 2012 olympischen Starboot Klasse.

## Leben und Wirken
Seine größten Erfolge feierte Hagen in den 1980er Jahren. Mit Vorschoter Vincent Hoesch wurde er 1981 und 1997 Weltmeister und gewann sieben Continental-Meisterschaften sowie 1975 den Europatitel in der OK-Dinghy Klasse. Im Laser, Match Race und Star hält er diverse Deutsche Meistertitel.
1981 gewannen Hagen/Hoesch in Marblehead den Weltmeistertitel. Dies war der erste Sieg nach Willy Kuhweide, der 1972 den Titel holte. Durch den Einsatz einer Laser-ähnlichen Vorwindtechnik gelangten sie aufgrund ihres fehlenden Gewichtes gegen die hoch am Wind segelnden Gegner in Rückstand. Nach der Wendemarke konnten sie dank der Raum- und Vorwindkurse die Spitze übernehmen und verteidigen. Diese dynamischen Vortriebstechniken, die aus der Laser- und Finnklasse übernommen worden sind, wurden Mitte der 1980er Jahre verboten. 30 Jahre später wurden sie wieder eingeführt, da diese das Segeln sowohl für die Sportler als auch die Medien interessanter machten. In der Star-Klasse ist Hagen mit 26 Jahren der jüngste Weltmeister aller Zeiten. Diesen „Titel“ teilt er sich seit 2019 mit dem Brasilianer Jorge Zarif.
16 Jahre später, 1997, wurde Hagen zum zweiten Mal Weltmeister, diesmal mit Marcelo Ferreira aus Brasilien, und nahm ebenfalls zum zweiten Mal, nach 1988, an den Olympischen Spielen (2004 Athen) teil.
Hagen setzte sich außerdem für mehr Gesundheit und Fairness im Starboot und propagierte eine Limitierung des Mannschaftsgewichts. Er erfand eine mathematische Formel, die jedem Skipper das entsprechende maximale Crewgewicht zuweist, welches Einzug in die Klassenregeln fand.